# Hausen am Albis
Hausen am Albis (toponimo tedesco; fino al 1911 ufficialmente Hausen) è un comune svizzero di 3 571 abitanti del Canton Zurigo, nel distretto di Affoltern.

## Geografia fisica
Il territorio del comune comprende una parte del lago di Türlen.

## Monumenti e luoghi d'interesse

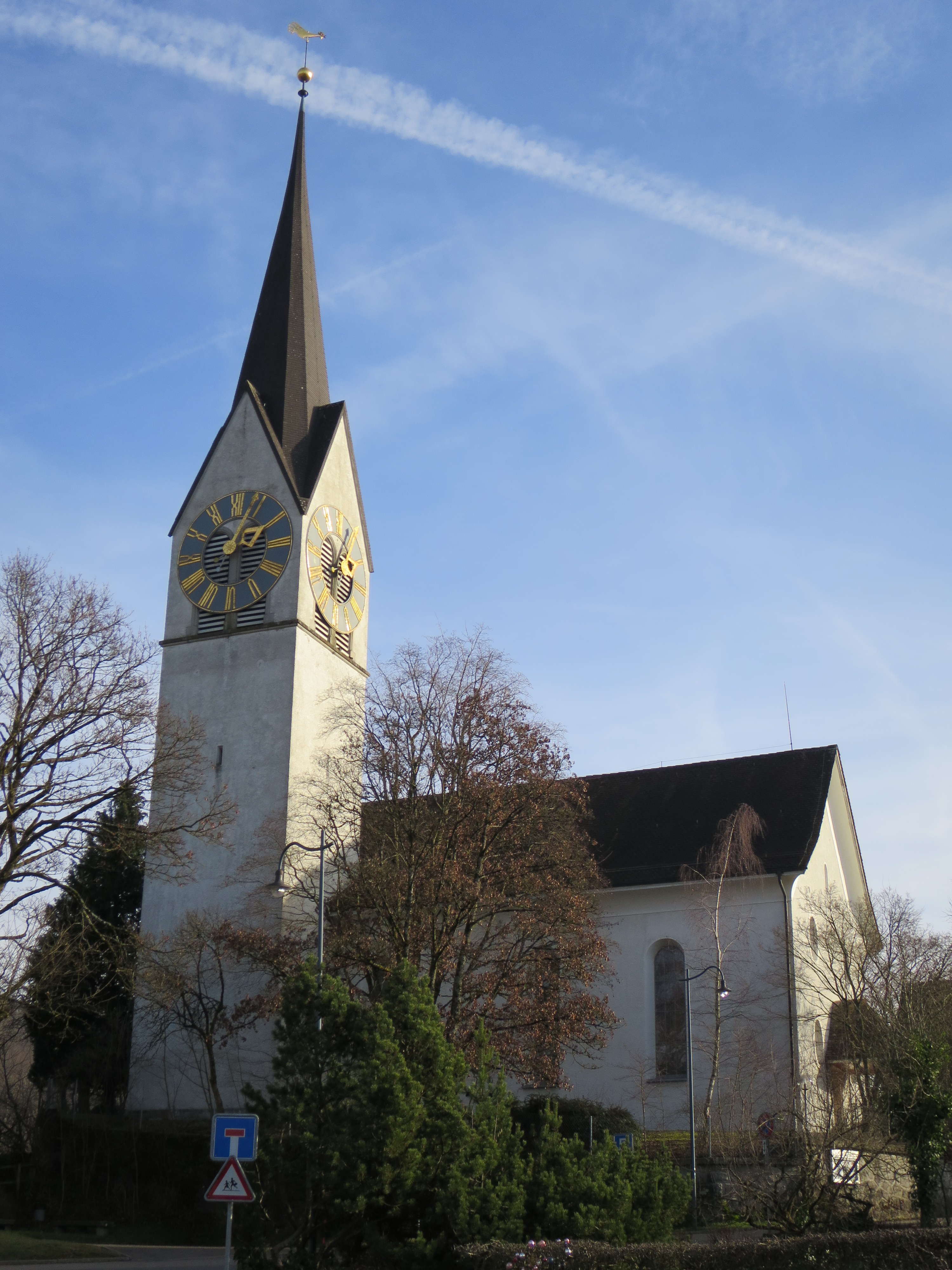
La chiesa riformata

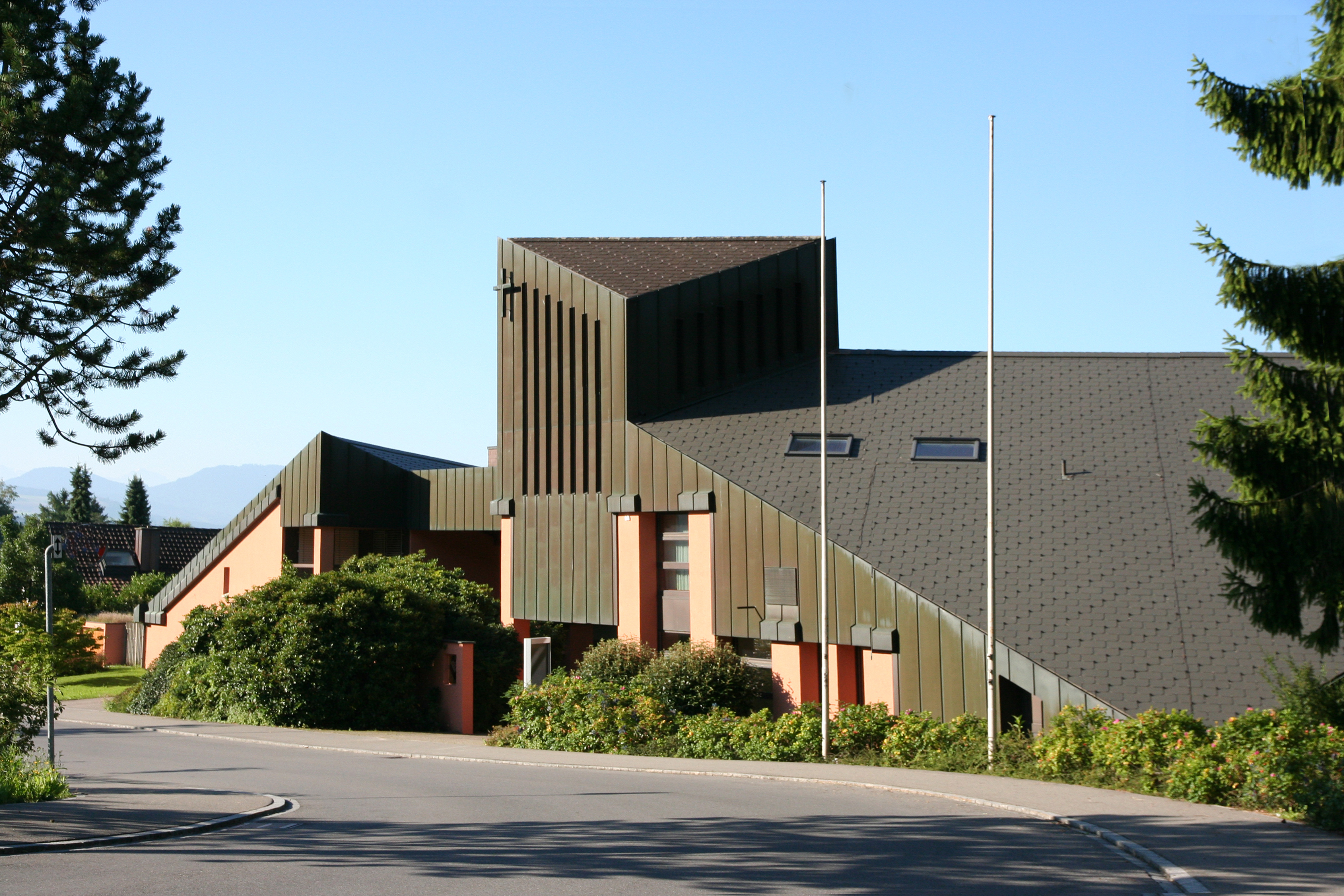
La chiesa cattolica del Sacro Cuore

- Chiesa riformata, attestata dal 1250 e ricostruita nel 1491-1494 e nel 1751 da David Morf[1];
- Chiesa cattolica del Sacro Cuore, eretta nel 1977.

## Società

### Evoluzione demografica
L'evoluzione demografica è riportata nella seguente tabella:
Abitanti censiti

## Amministrazione
Ogni famiglia originaria del luogo fa parte del cosiddetto comune patriziale e ha la responsabilità della manutenzione di ogni bene ricadente all'interno dei confini del comune.